# MAMA (輕小說)
《MAMA》（MAMA）是電擊文庫出版的輕小說。紅玉伊月撰寫，KARASU（カラス）繪製插畫。

## 簡介
作者於大獎獲獎後，發表《食人魔物的故事》的第2作品。與前作不同的是有少量插圖（彩色拉頁，扉頁）。後半收錄姊妹作《AND》。

## 故事大綱
舞台是魔法繁榮的海邊王國－嘉達露西亞。雖出生於魔法師世家，卻沒有魔法才能的少女－托托，在某一天，迷失於神殿書庫的深處時遇上被封印了數百年的「食人魔物」。以失去耳朵作代價解開封印，而得到了強大的魔力的托托，打算成為孤獨的「食人魔物」的媽媽。

## 登場人物

### MAMA
托托（薩爾瓦多‧托托）
出生於魔法師名門－薩爾瓦多的直系後裔，但由於魔力甚少，也沒有才能，所以小時被稱為薩爾瓦多的無能者。於六歲時與『嘉達露西亞的食人魔物』相遇，並成為其『媽媽（使役者）』，因耳朵被芳一（阿貝爾達因）食掉，間接得到能聽懂任何語言的能力。
十六歲時成為嘉達露西亞的外交官，得到『天國之耳』的名銜。
芳一
『嘉達露西亞的食人魔物』，沒有名稱。因身體原先的名稱（阿貝爾達因）而被封在牢籠，因托托給予『芳一』之名被解開封鎖。把托托稱為媽媽，是其使魔。
緹蘭
嘉達露西亞王族的公主，現任國王的最小女兒。
起初是因對托托的使魔感到好奇而與托托接觸。後來慢慢把托托當成朋友。
傑昆（傑昆‧K‧吉達利）
進行武者修行的少年。托托認識他時自稱是語言老師，所以傑昆稱她為『老師』。
阿貝爾達因（人類）
被芳一第一個食掉的人類，因耳朵戴了除魔飾物，故耳朵沒被食掉，也造成芳一沒有耳朵。
薩爾瓦多‧吉歐魯、雅麗
托托的父母。

### AND
達米安
盜賊。在外時自稱是琴手。
在皇宮偷竊秘寶（魔法耳飾）時被黑蝶夫人發現，被要求把耳飾還給真正的主人。
米蕾妮亞
達米安的『妹妹』，兩人於孤兒院相識，其後一同離開遠行，由那時開始改口叫達米安為『哥哥』。
有一頭銀髮，有著一股神奇力量。在外時聲稱是占卜師（但達米安說是欺詐師）。
芳一（人類）
托托之子，外貌與阿貝爾達因，即芳一一模一樣。

## 書籍一覽
- 日文版 2008年2月出版 ISBN 978-4840241595
- 台/港版 2008年12月27日出版 ISBN 9789861749358
- 陸版 2011年11月5日出版 ISBN 978-7-5356-4801-3[1]